# Государственный музей Ачех
Государственный музей Ачех (индон. Museum Negeri Aceh) — известный как музей Ачех или Банда-Ачех расположен в Банда-Ачех, Индонезия. Это один из древнейших музеев в Индонезии.

## История

### Колониальный период
Оригинальное здание музея Ачех было сформировано в стиле традиционных провинциальных домов - платформ (провинции Румох Ачех). Эти здания сначала использовались как Павильоны Ачех на землях Колониальной выставки (нидерл. De Koloniale Tentoonsteling) в Семаранг с 13 августа по 15 ноября 1914 года. Сначала предполагалось, что дом-платформа будет разобран и перемещен в Нидерланды, но его оставили и создали музей.

В павильоне были представлены Ачехские артефакты, большинство из которых - частная коллекция этнографа Фредериха Стамешауса, который в 1915 стал первым куратором Музея Ачех. В течение этой выставки, павильон Ачех смог стать лучшим павильоном. Благодаря этому успеху, Стамешаус предложил гражданскому и военному губернатору Ачеха, вернуть павильон назад в Ачех и использовать его как музей. Здание было возвращено Коетераджи (настоящее Банда-Ачех) в Ачех, и с 31 августа 1915 года, он был официально отрыт на землях Коетераджи первым куратором музея Стамешаусом. Стамешаус оставался куратором музея до 1933 года.

После отставки, Стамешаус продал собственную коллекцию которая насчитывала 1300 этнографических объектов Колониальному Институту в Амстердаме, сейчас известного как Тропический музей. В его коллекции было много ярко освещенных Ачехских артефактов, учитывая золотые украшения, Ачехское оружие, амулеты, фотографии и повседневную посуду. Самый известный, проданный Тропическому музею объект, был собственный плащ Теуку Умар.

### Независимый период
После обретения независимости Индонезии, музей стал собственностью Регионального губернаторства Ачеха. В 1969, под инициативой Теуку Бендахара, Музей Ачег был перемещен с старого места нахождения (Blang Padang) к его нынешнему месту нахождения в Jalan Sultan Alaidin Mahmudsyan. Площадь музея составляет 10 800 квадратных метров.

В 1974, музей получил собственный фонд для своего восстановления. Этот фонд использовался для восстановления оригинальных зданий - павильонов и для постройки новых зданий музейного комплекса. Эти новые здания состояли из комнат выставок, залов конференций, лабораторий и офисов. Также этот фонд обеспечивал поступление новых коллекций для музея и связанных исследований.

1 сентября 1980, Музей Ачех официально открыл провинциальный музей под именем Государственный Музей Ачех (Индонезийский Музей Негери Ачех). Официальное открытие музея провел министр Образования и Культуры того времени доктор Даоед Йоесоф (Daoed Yoesoef).
Исторический Румох Ачех пережил землетрясение и цунами в 2004 году.

## Румох Ачех
Румох Ачех — это типичный Ачехcкий традиционный дом - платформа в возведении которого использовали древесину, как главный ресурс. Дом насчитывает три комнаты: передняя комната (Ruang Depan), средняя комната (Tungai) и задняя комната (Seuramo Likot). Средняя комната примерно на 50 - 75 см выше, чем задняя и передняя комнаты.

## Коллекции
Оригинальные коллекции Музея Ачех были сохранены благодаря Тропическому музею в Амстердаме, одним из самых известных является собственный плащ Теуку Умар.
Сегодня музей коллекционирует археологические объекты, флору и фауну Ачеха, этнографические объекты, старые манускрипты, камни и минералы из региона, Ачехскую керамику, монеты и печати королевства Ачех, а также исторические картины.